# Johan Raeder
Johan Nils Gustaf Raeder, född 6 november 1964 i Skarpnäcks församling i Stockholms stad, är en svensk ämbetsman.

## Biografi
Raeder har filosofie kandidat-examen i fysik från Stockholms universitet. Åren 1991–1995 var han forskare vid Försvarets forskningsanstalt och han var fram till 1995 även teknisk expert vid nedrustningsförhandlingarna i Genève. Han tjänstgjorde 1996–2008 vid Huvudenheten för säkerhetspolitiska och internationella frågor på Försvarsdepartementet: 1996–1999 som departementssekreterare, 2000–2001 som kansliråd och 2001–2008 som departementsråd och chef för enheten. Åren 2008–2013 var han försvarsråd vid Försvarsdepartementet. Därefter blev han försvarsråd på Politiska enheten vid ambassaden i Washington.
Johan Raeder invaldes 2018 som ledamot av Kungliga Krigsvetenskapsakademien.